# Ras El Aioun
Ras El Aioun est une commune de la wilaya de Batna en Algérie.

## Géographie

### Situation
La ville de Ras El Aioun est située à 880 m d’altitude  au nord ouest de la wilaya de Batna.Elle se situe à 320 km à l’Est de la capitale Alger , à 75 km au sud de Sétif et à 65 km à l’ouest de Batna .
| Guigba | Guigba       | Rahbat                             |
| Gosbat | Ras El Aioun | Rahbat, Talkhamt, Ouled Si Slimane |
| Gosbat | N'Gaous      | Ouled Si Slimane                   |

### Climat
La ville de Ras El Aioun est marquée par un climat continental de type BSK (Selon la classification de Köppen) : froid et assez humide en hiver, chaud et sec en été.
La température moyenne annuelle à Ras El Aioun est de 14,5°C

### Localités de la commune
Lors du découpage administratif de 1984, la commune de Ras El Aioun est composée des huit localités suivantes :
- Cité Les Manifestations
- Ras El Aioun
- Ras El Aïoun Centre
- Cité El Moudjahidine
- Cité Larbi Ben M'hidi
- Cité 8 Mai 1945
- Cité El Amir Abdelkader
- Cité Benboulaid
- Cité El Istiqlal

## Toponymie
Le nom du village « ras el aïoun » se compose de ras, signifiant littéralement « tête », et aïoun , signifiant « yeux / sources ». L'article défini arabe el, entre les deux mots, est équivalent à l'article défini français « le » et, dans ce contexte, aux articles partitifs « de / du / de la / des ». Le nom ras el aioun signifie donc littéralement « tête des sources ».